# Karvelis
Karvelis ist ein litauischer männlicher Familienname.

## Herkunft
Karvelis (als litauisches Wort) auf Deutsch bedeutet 'Taube'.

## Personen
- Juozas Karvelis (1934–2018), Politiker, Mitglied des Seimas
- Ugnė Karvelis (1935–2002),  Übersetzerin,  Schriftstellerin und Botschafterin